# WiredTiger
WiredTiger es NoSQL de código abierto, es una plataforma extensible para la gestión de datos. Se publica bajo la versión 2 o 3 de la Licencia Pública General GNU. WiredTiger utiliza la arquitectura de control de concurrencia de múltiples versiones ( MVCC ).
MongoDB adquirió WiredTiger Inc. el 16 de diciembre de 2014. El motor de almacenamiento WiredTiger es el motor de almacenamiento predeterminado a partir de MongoDB versión 3.2. Proporciona un modelo de concurrencia a nivel de documento, puntos de control y compresión, entre otras características. En MongoDB Enterprise, WiredTiger también admite el cifrado en reposo.

## Lectura adicional
- Wolpe, Toby (3 de febrero de 2015). «MongoDB 3.0 gets ready to roll with WiredTiger engine onboard». ZDNet. Consultado el 8 de julio de 2016.
- Wolpe, Toby (16 de diciembre de 2014). "MongoDB Chasquea arriba de WiredTiger y su almacenamiento equipo experto". ZDNet. Consultado el 8 de julio de 2016.
- «MongoDB Buys WiredTiger: Database Move». Information Week. 16 de enero de 2015. Consultado el 8 de julio de 2016.
- «MongoDB 3.0 NoSQL database offers WiredTiger data compression». The Inquirer. 3 de febrero de 2015. Archivado desde el original el 14 de febrero de 2015. Consultado el 8 de julio de 2016.
- «MongoDB 3.0 NoSQL database integrates WiredTiger engine and Ops Manager tool». v3.co. 3 de febrero de 2015. Consultado el 8 de julio de 2016. (requiere suscripción)
- Plugge, E.; Hows, D.; Membrey, P.; Hawkins, T. (2015). The Definitive Guide to MongoDB: A complete guide to dealing with Big Data using MongoDB. Apress. p. 10. ISBN 978-1-4842-1182-3. Consultado el 8 de julio de 2016.
- Wolpe, Toby (21 de noviembre de 2014). «MongoDB CTO: How our new WiredTiger storage engine will earn its stripes». ZDNet. Consultado el 8 de julio de 2016.

- Datos: Q28455218